# 2803 Vilho
A 2803 Vilho (ideiglenes jelöléssel 1940 WG) a Naprendszer kisbolygóövében található aszteroida. Liisi Oterma fedezte fel 1940. november 29-én.